# Kościół Chrześcijan Baptystów w RP
Kościół Chrześcijan Baptystów w Rzeczypospolitej Polskiej – kościół protestancki o charakterze ewangelikalnym, zrzeszający większość baptystów żyjących w Polsce. W 2024 roku liczył 6002 członków (w tym 107 duchownych) w 114 zborach i placówkach (filiach).
Jest członkiem Polskiej Rady Ekumenicznej, Konferencji Kościołów Europejskich, Aliansu Ewangelicznego w RP, Europejskiej Federacji Baptystycznej oraz Światowego Związku Baptystycznego. Organem prasowym jest miesięcznik Słowo Prawdy. Siedzibą władz jest miasto stołeczne Warszawa. Podstawą jego bytu prawnego jest ustawa z 30 czerwca 1995 r. o stosunku Państwa do Kościoła Chrześcijan Baptystów w Rzeczypospolitej Polskiej. Przewodniczącym Rady Kościoła jest pastor prezbiter Marek Głodek.

## Historia

### Początki baptyzmu na ziemiach polskich

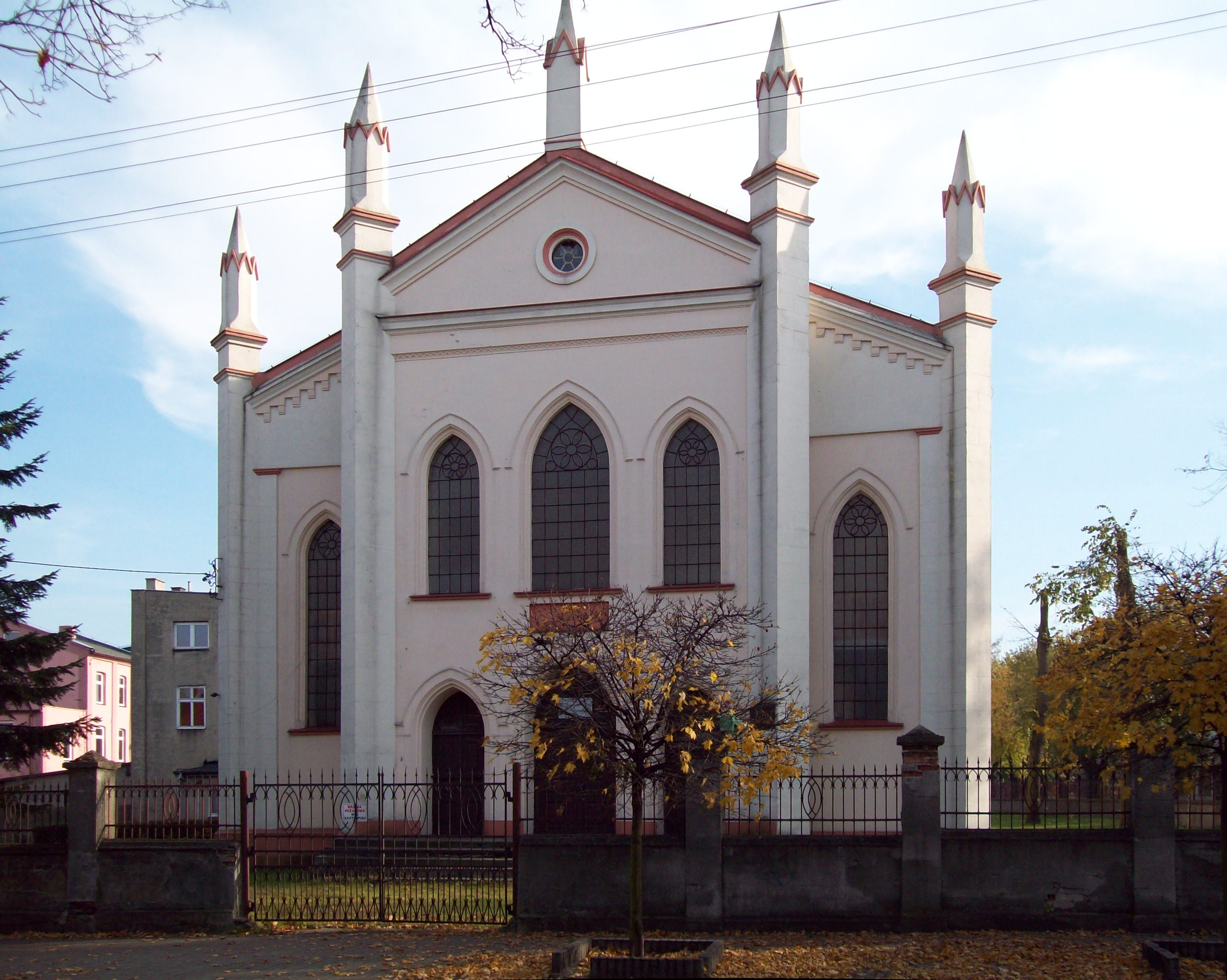
Kaplica baptystyczna w Zduńskiej Woli

Początki baptyzmu na terenie byłego Królestwa Kongresowego łączą się z osobą wiejskiego nauczyciela Gotfryda Fryderyka Alfa (1831–1898), mieszkającego we wsi Adamów koło Pułtuska. Pod wpływem lektury Biblii przeżył on duchowy przełom i dzięki wsparciu misjonarzy baptystycznych z Prus Wschodnich został wraz z grupą innych wierzących ochrzczony dnia 28 listopada 1858 roku. Ten dzień przyjmuje się jako początek baptyzmu na rdzennych ziemiach polskich oraz datę powstania zboru baptystycznego w Adamowie (pierwszego w zaborze rosyjskim).

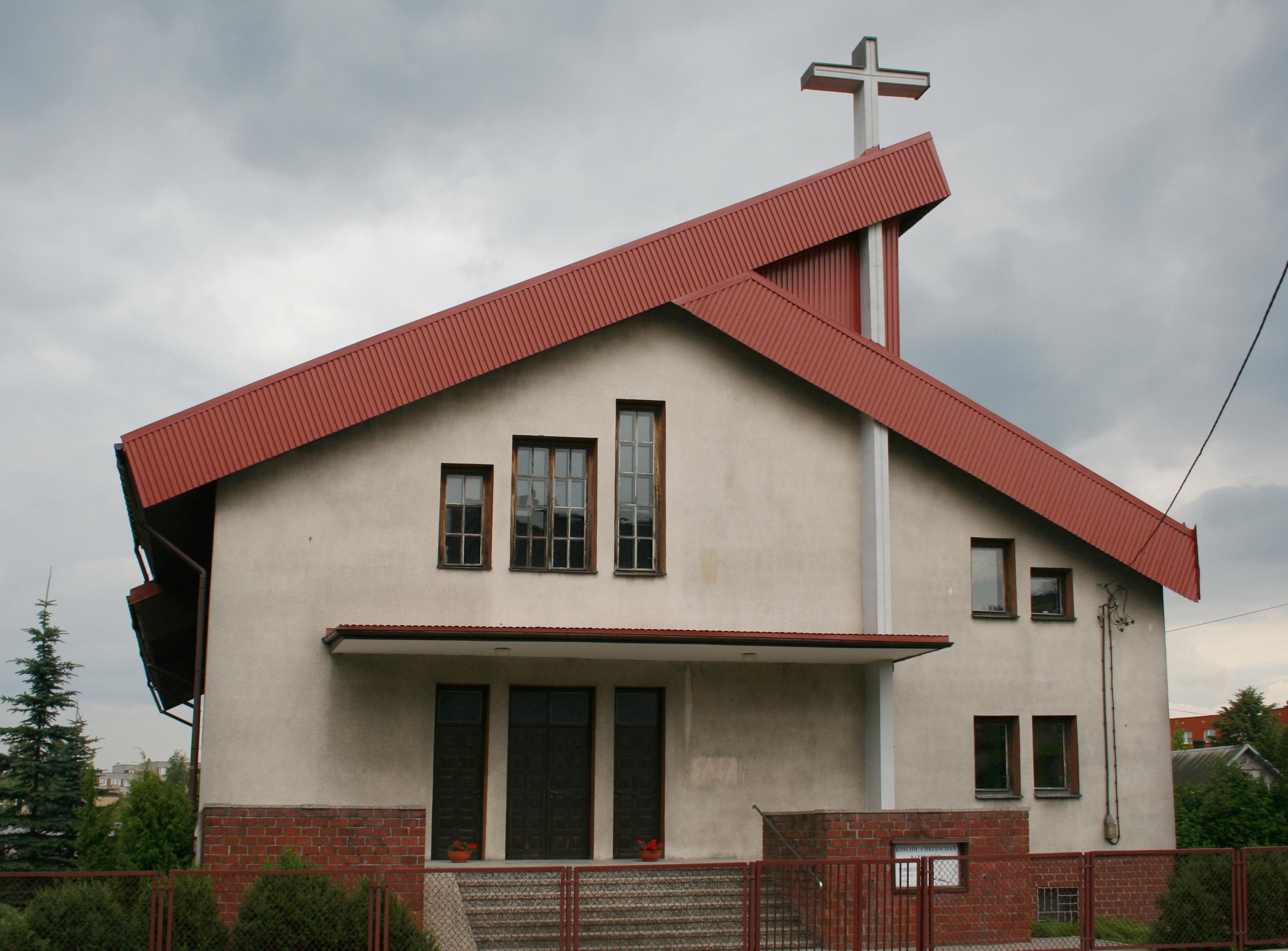
Kaplica baptystyczna w Hajnówce

Baptyzm na współczesnych ziemiach polskich pojawił się jednak wcześniej wśród ludności niemieckiej. Pierwszy zbór baptystyczny powstał w 1844 w Elblągu. Kolejne powstały we Wrocławiu, Olsztynie i Szczecinie w 1846, oraz w Legnicy w 1849 roku. Były to zbory niemieckie a zasadniczy wpływ na ich powstanie miał Johann Gerhard Oncken, który rozpoczął ruch baptystyczny w Europie poza Wyspami Brytyjskimi. W roku 1904 łódzki zbór liczył 1935 członków.

### Okres międzywojenny

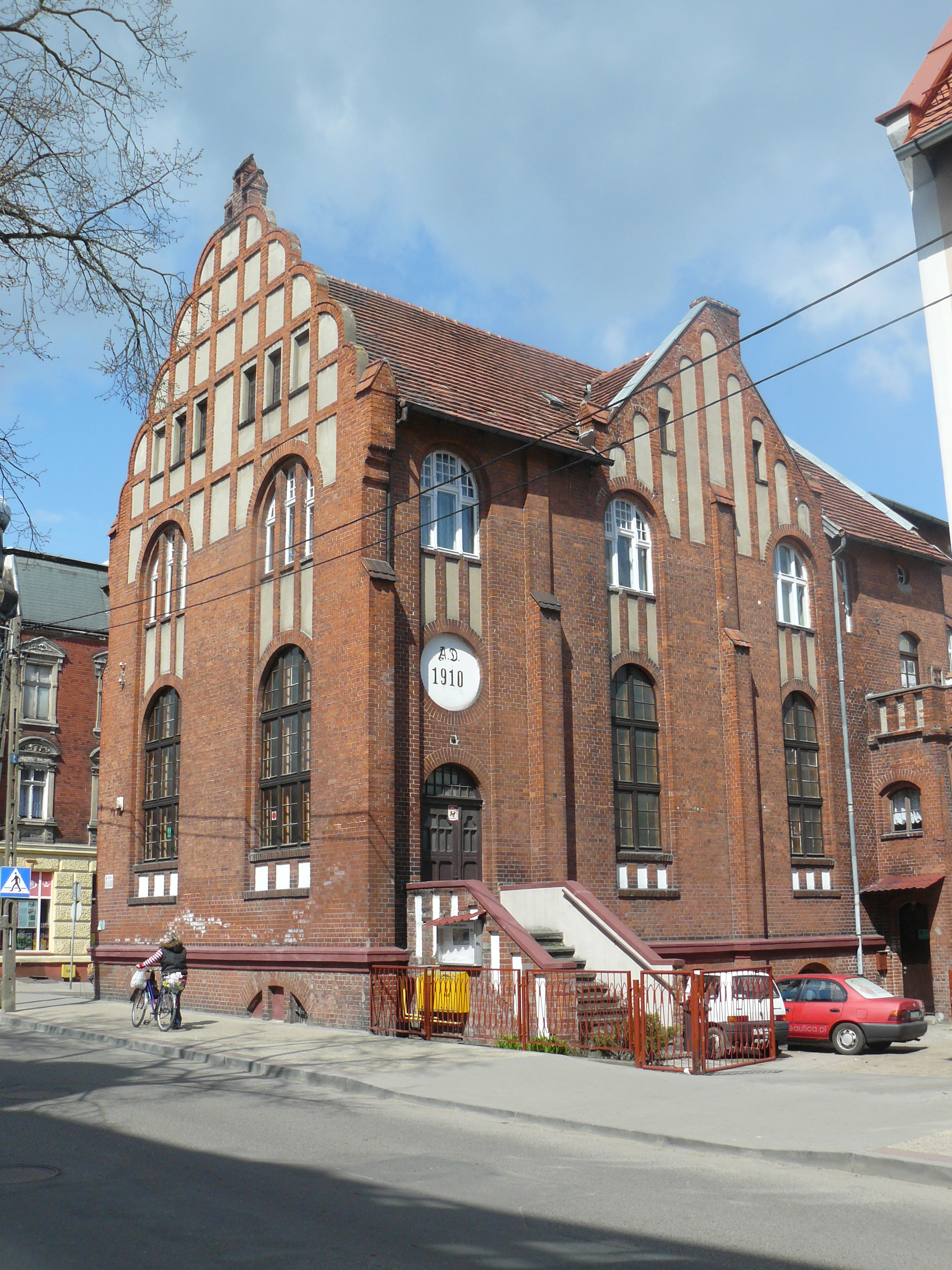
Kaplica baptystyczna w Malborku

Do pierwszych lat XX w. baptyzm na ziemiach polskich rozprzestrzeniał się głównie wśród ludności niemieckiej. Po tej dacie zaczął zyskiwać coraz szersze przyjęcie wśród ludności słowiańskiej, w tym Polaków, zwłaszcza na ówczesnych wschodnich rubieżach Rzeczypospolitej. Po I wojnie światowej istniały w Polsce dwie odrębne denominacje baptystyczne: Unia Zborów Baptystów Języka Niemieckiego w Polsce (licząca 41 zborów) oraz Związek Zborów Słowiańskich Baptystów (68 zborów), którego czołowym organizatorem był Karol Władysław Strzelec, a pierwszym prezesem Jan Petrasz.
W 1921 rozpoczęły się rozmowy zjednoczeniowe pomiędzy Związkiem Zborów Słowiańskich Baptystów a Związkiem Ewangelicznych Chrześcijan. W 1923 odbyła się w Brześciu konferencja zjednoczeniowa, na której wybrano Komitet Zjednoczenia. Baptyści byli reprezentowani przez 40 delegatów, ewangeliczni przez 44. Na czele Związku stanął Ludwik Szenderowski, przedstawiciel ewangelicznych chrześcijan. W 1924 do Związku przystąpiła „misja Fetlera”. Baptyści znaleźli się w mniejszości. Baptyści opuścili Związek we wrześniu 1925 roku. Przyczyną była stronniczość (zdaniem baptystów) prezesa Ludwika Szenderowskiego w kierowaniu Związkiem.
Od 1908 działało baptystyczne seminarium teologiczne w Łodzi, które po przerwie związanej m.in. z I wojną światową wznowiło działalność w 1922 roku. Obok tego organizowano liczne kursy dokształcające oraz konferencje dla pracowników zborowych i misyjnych. Prowadzono działalność charytatywną. Baptyści byli jedynym ewangelikalnym ugrupowaniem posiadającym w Polsce własny szpital oraz dom sióstr w Łodzi. W 1923 otwarto drukarnię w Łodzi (oficyna „Kompas”), w której powstawała większość wielojęzycznej literatury baptystycznej rozpowszechnianej na terenie II Rzeczypospolitej i przemycanej także do ZSRR.
W 1925 obok licznych baptystycznych czasopism niemieckich zaczęto wydawać polskojęzyczny miesięcznik Słowo Prawdy, który pełnił rolę organu prasowego Związku Zborów Słowiańskich Baptystów w Polsce. Jego pierwszym redaktorem był Ludwik Miksa.
W latach 30. w Brześciu baptyści zorganizowali sierociniec, prowadził go Łukasz Dziekuć-Malej. W 1937 zorganizowano w Narewce przytułek dla starców, kierowany przez Bronisława Spałka.
W 1937 obie denominacje baptystyczne istniejące w Polsce, czyli Unia Zborów Baptystów Języka Niemieckiego w Polsce i Związek Zborów Słowiańskich Baptystów w Polsce, postanowiły utworzyć wspólny Kościół Ewangeliczno-Baptystyczny w Rzeczypospolitej Polskiej. Wspólnota ta obejmowała łącznie 31 242 wiernych. Nie doczekała się jednak uznania przez władze II Rzeczypospolitej.
W okresie międzywojennym baptyści prowadzili szeroko zakrojoną działalność wydawniczą. W latach 1919–1939 ukazywał się rosyjskojęzyczny miesięcznik „Gost'” („Gość”). Ukazało się łącznie 247 jego numerów. W latach 1922–1939 wydawany był „Majak” („Latarnia Morska”). Wydano łącznie 203 numery tego pisma. W latach 1923–1924 ukazywał się „Christijanin” („Chrześcijanin”). Ukazało się 11 numerów tego miesięcznika. W latach 1932–1935 ukazywał się miesięcznik „Jewangelska Wiera” („Wiara Ewangeliczna”). Ponadto w latach 1933–1939 ukazywał się miesięcznik „Swiet k proswieszczeniju” („Światło rozjaśniające”). Ukazało się łącznie 52 numery tego pisma.
Sytuacja prawna baptystów w okresie międzywojennym kształtowała się odmiennie w każdej z dzielnic porozbiorowych państwa. W dawnej dzielnicy pruskiej wyznanie to miało status religii uznanej. Gorsze położenie zachodziło na terenie b. Kongresówki i w dawnym zaborze austriackim.

### Okres okupacji hitlerowskiej i sowieckiej
W okresie okupacji na terenie Generalnego Gubernatorstwa baptyści wraz z reprezentantami kilku innych wspólnot ewangelikalnych byli skupieni w zarejestrowanym 29 kwietnia 1942 Związku Nieniemieckich Ewangelicko-Wolnokościelnych Zborów. Na czele tego Związku stał prezbiter Aleksander Kircun.
Wojna przyniosła baptystom w Polsce olbrzymie straty. Wielu wiernych zginęło w trakcie działań okupacyjnych i wojennych, a po wojnie część wiernych znalazła się bądź na Kresach Wschodnich bądź emigrowała do Niemiec. Na terenach, z których niemieccy baptyści emigrowali do Niemiec, wiele obiektów sakralnych zostało przejętych przez państwo jako opuszczone mienie poniemieckie.
W obozach koncentracyjnych zginęło kilku kaznodziejów baptystycznych. Byli to: Gross Rosen, Karol Elsner, Eugeniusz Elsner, Aszemberg, Jan Zinczuk i Jan Hajdukiewicz. Wielu innych przeszło przez obóz, więzienia, wielu rozstrzelano.

### Okres Polski Ludowej

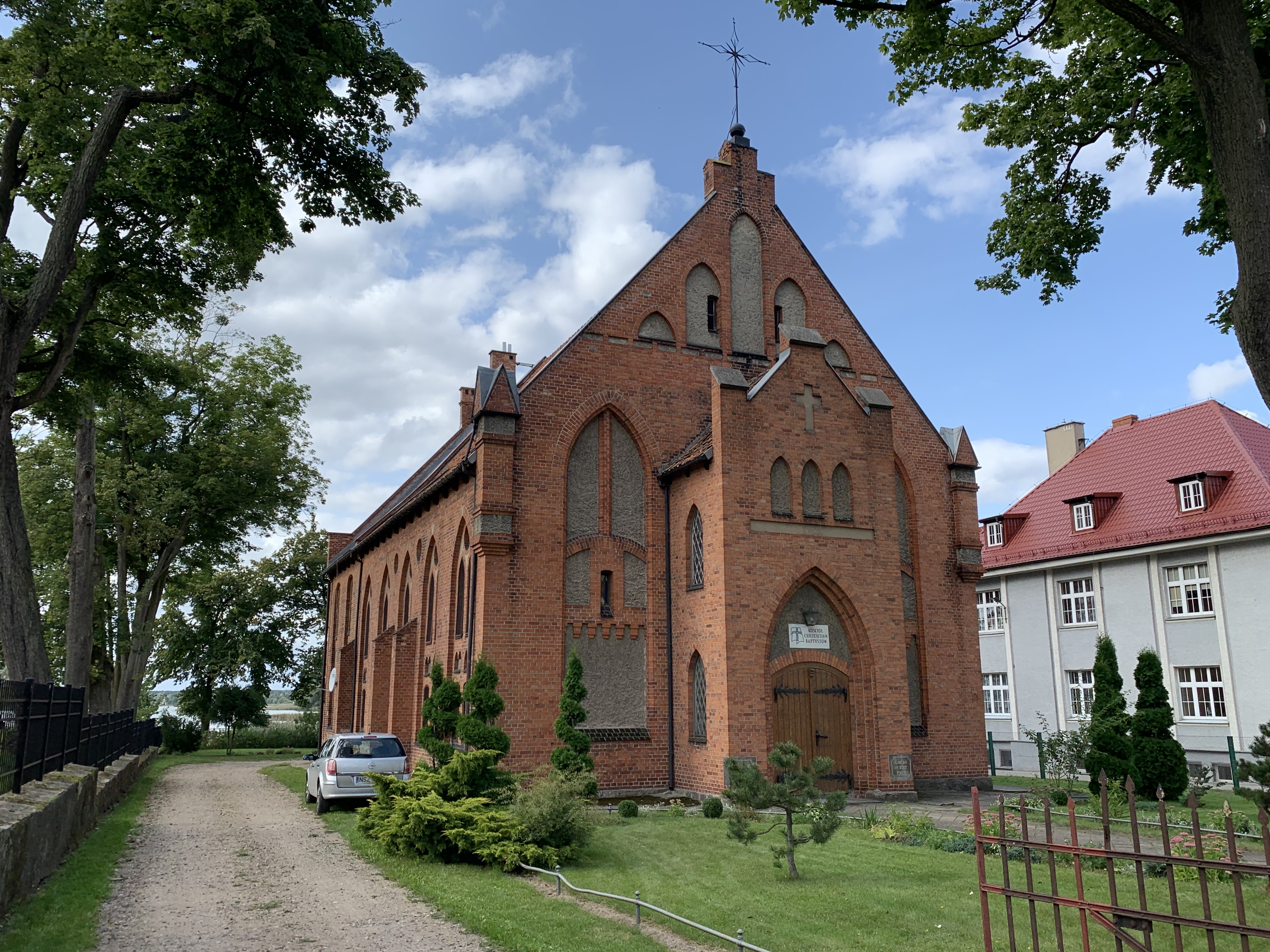
Kościół Chrześcijan Baptystów w Szczytnie

Po zakończeniu II wojny światowej ze względu na zmiany granic i deportację mniejszości niemieckiej pozostało w Polsce prawdopodobnie nie więcej niż tysiąc baptystów. Wiele zborów zanikło po wyjeździe baptystów niemieckojęzycznych. W stanie niemal nienaruszonym zachował się tylko region białostocki, który przejął funkcję centrum baptyzmu w powojennej Polsce. 5 maja 1946 decyzją Ministra Administracji Publicznej Polski Kościół Chrześcijan Ewangelicznych Baptystów zyskał w Polsce uznanie prawne. Do tak szybkiej rejestracji w Polsce Ludowej przyczyniło się legalnie działanie od 1942 roku w warunkach okupacji hitlerowskiej na terenie Generalnego Gubernatorstwa. W 1968 statut Kościoła został zatwierdzony.
Przez cały okres Polski Ludowej Kościół stopniowo odbudowywał swój stan posiadania. Rosła liczba wiernych i zborów: w 1945 Kościół liczył 1763 wiernych, a w 1989 była to wspólnota skupiająca 6157 osób; w 1953 istniały 64 zbory, a w 1989 było ich 129.
Kościół prowadził znaczącą działalność wydawniczą w ramach Wydawnictwa „Słowo Prawdy”, w tym wydawał miesięcznik „Słowo Prawdy” – w 1972 nakład wynosił 3500 egzemplarzy.
W 1978 ważnym wydarzeniem dla polskich baptystów była wizyta Billy Grahama.
Ze względu na tranzytową pozycję Polski między Zachodem a ZSRR Służba Bezpieczeństwa usiłowała inwigilować Kościół w celu powstrzymania przepływu literatury religijnej do Związku Radzieckiego i rozpracowania osób zajmujących się tego rodzaju przemytem. Wyróżniającymi się agentami na omawianym polu byli: „Marian”, „Kasprzak” i „Tomasz”. Agenci „Marian”, „Kasprzak”, „Tomasz” i „Stefan” pełnili ważne funkcje w Kościele i mieli za zadanie eliminować wszelkie antykomunistyczne tendencje, które mogłyby się pojawiać w działaniach baptystycznych organizacji na Zachodzie. Mieli oni kształtować w środowisku amerykańskich baptystów przychylne opinie o PRL. Henryk Ryszard Tomaszewski ocenił, że spośród baptystycznych działaczy okresu PRL-u niezłomną postawą wobec władz wykazali się: A. Kircun, Jan Mackiewicz, M. Stankiewicz, P. Dajludzionek i K. Wiazowski. 
Czołowymi działaczami w okresie PRL byli: Stefan Andres, Krzysztof Bednarczyk, Piotr Dajludzionek, Zygmunt Karel, Aleksander Kircun, Alfred Władysław Kurzawa, Zdzisław Pawlik, Adam Piasecki, Stefan Rogaczewski, Andrzej Seweryn, Michał Stankiewicz, Konstanty Wiazowski.

### Okres III Rzeczypospolitej

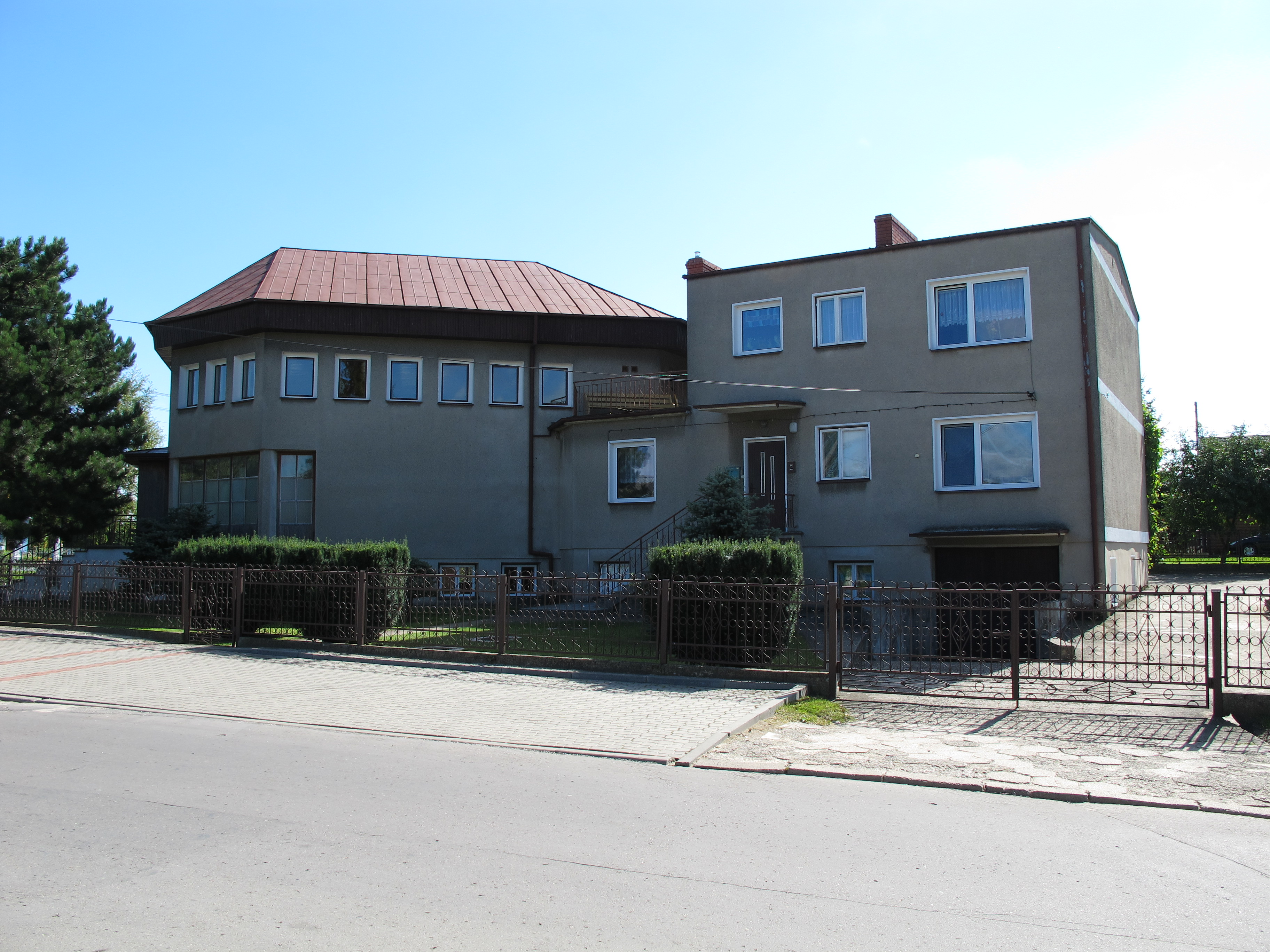
Zbór Kościoła Chrześcijan Baptystów przy ulicy Kazimierzowskiej 40 w Bielsku Podlaskim

Kluczowym faktem w dziejach Kościoła po 1989 było uzyskanie pełnej wolności prowadzenia działalności religijnej i społecznej, co zostało zagwarantowane w Konstytucji RP z 1997. Kościół też mógł odzyskać część nieruchomości utraconych na skutek wojny i działań władz PRL. Jedyna uczelnia wyższa Kościoła Wyższe Baptystyczne Seminarium Teologiczne w Warszawie uzyskało w 1995 uprawnienie do nadawania ważnego w całym systemie szkolnictwa wyższego tytułu zawodowego licencjata teologii baptystycznej.

## Status prawny Kościoła
Status prawny Kościoła określa ustawa z dnia 30 czerwca 1995 r. o stosunku Państwa do Kościoła Chrześcijan Baptystów w Rzeczypospolitej Polskiej (Dz.U. z 2023 r. poz. 1874). Kościół jest niezależny od jakiejkolwiek zagranicznej władzy duchownej lub świeckiej. Jest on następcą prawnym zborów, organizacji i gmin baptystycznych działających na obecnym terytorium RP przed dniem 1 września 1939 roku.

## Ekumenizm
Kościół jest członkiem Polskiej Rady Ekumenicznej od chwili jej powstania i jest jednym z członków założycieli tej organizacji. Aktywnie uczestniczył w przedsięwzięciach Rady aż do początku lat 80., kiedy zaangażowanie to uległo osłabieniu, a baptyści niemalże wycofali się z prac PRE. Złożyło się na to kilka czynników. Nastąpiła zmiana pokoleniowa we władzach PKChB, a odchodzące pokolenie nie potrafiło przekonać do idei ekumenicznej młodszego pokolenia. Młodzi liderzy baptystyczni ulegali bardziej niż poprzednicy wpływom antyekumenicznej Południowej Konwencji Baptystycznej. Największy sprzeciw wobec członkostwa w PRE wychodzi ze zborów na Białostocczyźnie.

## Ustrój Kościoła

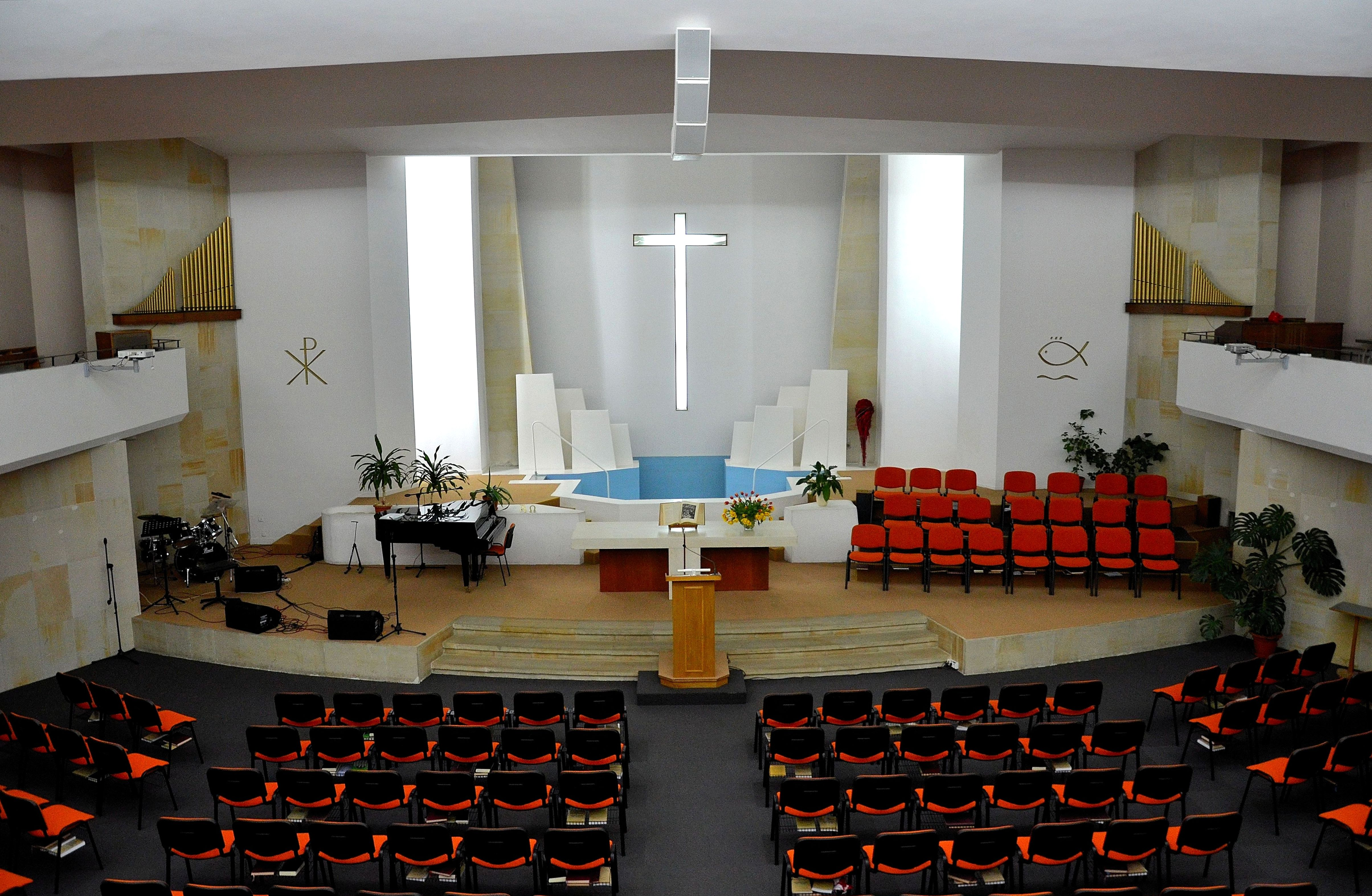
Wnętrze kościoła baptystów przy ulicy Waliców 25 w Warszawie

Podstawową jednostką organizacyjną Kościoła jest zbór. Jednym z warunków zaistnienia zboru jest deklaracja ze strony 25 pełnoprawnych członków Kościoła. Obecnie największymi zborami baptystycznym są: I zbór we Wrocławiu oraz zbór w Białymstoku, które liczą ponad 300 członków. Kościół skupia blisko 5300 pełnoprawnych członków (baptyści nie wliczają do swych statystyk nieochrzczonych dzieci i młodzieży).
Zbory skupione są w Okręgach Kościoła.
Naczelną władzą Kościoła jest Krajowa Konferencja Kościoła posiadająca uprawnienia uchwałodawcze, która co 4 lata ma charakter wyborczy, m.in. wybiera przewodniczącego Rady Kościoła, który wchodzi w skład Rady Kościoła wraz z 9 przedstawicielami okręgów Kościoła oraz Komisję Rewizyjną. Naczelną władzą wykonawczą Kościoła jest Rada Kościoła.
Przewodniczący Rady Kościoła od roku 1945 do chwili obecnej:
- 1945–1968 – Aleksander Kircun
- 1968–1980 – Michał Stankiewicz (3 kadencje)
- 1980–1984 – Piotr Dajludzionek
- 1984–1985 – Michał Stankiewicz (wykonywanie urzędu przerwane śmiercią)
- 1985–1987 – Piotr Dajludzionek
- 1987–1995 – Konstanty Wiazowski (2 kadencje)
- 1995–1999 – Grzegorz Bednarczyk
- 1999–2007 – Andrzej Seweryn (2 kadencje)
- 2007–2013 – Gustaw Cieślar (2 kadencje)
- 2013–2021 – Mateusz Wichary (2 kadencje)
- 2021–obecnie – Marek Głodek

Kościół posiada następujące agendy ogólnopolskie:
- Komisje:
  - Komisja Ewangelizacji i Edukacji
  - Komisja Studiów i Badań
  - Komisja Finansów i Administracji
  - Komisja Komunikacji, Promocji i Rozwoju
- Służby:
  - Służba Młodzieży
  - Służba Dziecięca
  - CEL – Centrum Edukacji Liderów
  - Służba Kobiet
- Duszpasterstwa:
  - Duszpasterstwo Dzieci i Młodzieży
  - Duszpasterstwo Akademickie
  - Duszpasterstwo Osób Stanu Wolnego
  - Duszpasterstwo Rodzin
  - Duszpasterstwo Seniorów
  - Duszpasterstwo Chorych
  - Duszpasterstwo Osadzonych
  - Duszpasterstwo Służb Mundurowych

- Wydawnictwo „Słowo Prawdy”
- Słowiańskie Centrum Misji i Integracji

Uczelnią wyższą Kościoła jest Wyższe Baptystyczne Seminarium Teologiczne w Warszawie.
Organem prasowym Kościoła jest miesięcznik „Słowo Prawdy”.
Kościół posiada cztery ośrodki: katechetyczno-wypoczynkowy w Świętajnie, kolonijne: w Bielicach i Narewce, a także ośrodek konferencyjno-rekolekcyjny w Warszawie – Radości oraz Dom Opieki w Białymstoku. Kościół jest także organizatorem wielu konferencji, zjazdów, obozów itd.

## Członkostwo w organizacjach międzykościelnych i konfesyjnych
Kościół jest członkiem Polskiej Rady Ekumenicznej, Konferencji Kościołów Europejskich, Aliansu Ewangelicznego w RP, Towarzystwa Biblijnego w Polsce, Europejskiej Federacji Baptystycznej oraz Światowego Związku Baptystycznego.

## Statystyki

### Dane według statystycznych ankiet wyznaniowych
| Rok  | Liczba wiernych | Liczba zborów | Liczba kościołów/kaplic | Liczba duchownych |
| ---- | --------------- | ------------- | ----------------------- | ----------------- |
| 1989 | 6157            | 125           | 65                      | 67                |
| 1990 | 6174            | 111           | 65                      | 67                |
| 1991 | 5037            | 98            | 68                      | 66                |
| 1992 | 5340            | 95            | 67                      | 67                |
| 1994 | 5589            | 92            | 64                      | 65                |
| 1995 | 5870            | 100           | 62                      | 66                |
| 1996 | 5894            | 109           | 61                      | 64                |
| 1998 | 4107            | 94            |                         | 86                |
| 1999 | 4238            | 92            | 66                      | 90                |
| 2001 | 4300            | 75            |                         | 67                |
| 2002 | 4237            | 72            |                         | 65                |
| 2003 | 4627            | 86            |                         | 106               |
| 2004 | 4688            | 85            |                         | 95                |
| 2005 | 4726            | 85            | 112                     | 97                |
| 2007 | 4818            | 81            |                         | 149               |
| 2010 | 4819            | 83            | 75                      | 67                |
| 2011 | 4864            | 86            |                         | 70                |
| 2012 | 4957            | 85            | 72                      | 187               |
| 2013 | 5100            | 87            | 69                      | 203               |
| 2014 | 5204            | 95            | 69                      | 215               |
| 2015 | 5279            | 92            | 69                      | 232               |
| 2017 | 5243            | 94            | 66                      | 64                |
| 2018 | 5343            | 99            | 66                      | 68                |
| 2019 | 5381            | 102           | 66                      | 86                |
| 2020 | 5470            | 107           | 71                      | 93                |
| 2021 | 5429            | 103           | 71                      | 96                |
| 2022 | 5559            | 105           |                         | 90                |
| 2023 | 5760            | 111           |                         | 95                |
| 2024 | 6002            | 114           |                         | 107               |

### Dane według wyników spisów powszechnych
| Spis powszechny               | Liczba deklaracji |
| ----------------------------- | ----------------- |
| Narodowy Spis Powszechny 2011 | 5982              |
| Narodowy Spis Powszechny 2021 | 5181              |